# You Can Do Magic
You Can Do Magic is een door Russ Ballard nummer van de Amerikaanse band America uit 1982. Het is de eerste single van hun tiende studioalbum View from the Ground.
"You Can Do Magic" werd speciaal geschreven voor Rupert Perry, de vicepresident van de platenmaatschappij Capitol Records. Het nummer werd vooral een hit in Amerika, waar het de 8e positie behaalde in de Billboard Hot 100. Hoewel het nummer in het Nederlandse taalgebied geen hitlijsten bereikte, werd het er wel een radiohit.